# Konrad Krajewski
Konrad kardinál Krajewski (* 25. listopadu 1963 Lodž) je polský kardinál působící ve Vatikánu, od 3. srpna 2013 titulární arcibiskup beneventský a almužník Jeho Svatosti. Kardinálem ho jmenoval papež František dne 29. června 2018.

## Život
Krajewski vystudoval teologii na Katolické univerzitě v Lublinu. Vysvěcen na kněze byl 11. června 1988. Později studoval v Římě, během svého pobytu spolupracoval s Úřadem pro papežské bohoslužby.
Dne 3. srpna 2013 ho papež František jmenoval Almužníkem Jeho Svatosti. „Svatý Otec mi na začátku řekl: Můžete prodat svůj stůl. Nepotřebujete ho. Potřebujete se dostat z Vatikánu. Nečekejte, až u vás lidé zazvoní. Je třeba, abyste šel ven a hledal chudé,“ popsal papežovo zadání Krajewski. Sám uvádí jako svůj příklad italského kněze Dolinda Ruotola, s nímž sdílí názory ohledně chudých a duchovního života.
Dne 20. května 2018 papež František oznámil, že jej na konzistoři 29. června 2018 jmenuje kardinálem.
Během ruské invaze navštívil Ruskem postiženou Ukrajinu.